# Пьер, Жан Батист Луи
Жан Батист Луи Пьер (фр. Jean Baptiste Louis Pierre или фр. Louis Pierre; 23 октября 1833 или 21 октября 1833, Шамп-Борн — 30 октября 1905, Париж) — французский ботаник.  

## Биография
Жан Батист Луи Пьер родился 23 октября 1833 года.
Наиболее известен своей работой Flore forestière de la Cochinchine (1880—1899).
Пьер внёс значительный вклад в ботанику, описав множество видов семенных растений.
Жан Батист Луи Пьер умер 30 октября 1905 года.

## Научная деятельность
Жан Батист Луи Пьер специализировался на семенных растениях.

## Публикации
- Flore forestière de la Cochinchine. 1880—1899[2].
- Revue des cultures coloniales. 1903.